# Cleveland (Caroline du Nord)
Pour les articles homonymes, voir Cleveland (homonymie).
Cleveland est une ville américaine située dans le comté de Rowan en Caroline du Nord.
Au recensement de 2010, sa population était de 871 habitants.

## Démographie
| 1900 | 1910 | 1920 | 1930 | 1940 | 1950 |
| ---- | ---- | ---- | ---- | ---- | ---- |
| 198  | 426  | 366  | 435  | 506  | 580  |

| 1960 | 1970 | 1980 | 1990 | 2000 | 2010 |
| ---- | ---- | ---- | ---- | ---- | ---- |
| 594  | 614  | 595  | 696  | 808  | 871  |

## Source
- (en) Cet article est partiellement ou en totalité issu de l’article de Wikipédia en anglais intitulé « Cleveland, North Carolina » (voir la liste des auteurs).